# Bùi Sỹ Thành
Bùi Sỹ Thành là một cựu cầu thủ bóng đá Việt Nam.

## Gia đình
Ông sinh năm 1966, là con út trong gia đình có 4 anh chị em.

## Sự nghiệp
Ông là cầu thủ ghi nhiều bàn thắng nhất giải bóng đá Các đội mạnh Toàn quốc 1993–94 với 12 bàn thắng. Ông từng vướng vào tranh cãi dàn xếp tỉ số trận đấu.

## Lối chơi
Ông chủ yếu hoạt động ở vị trí tiền đạo.

## Đời tư
Sau khi giã từ bóng đá chuyên nghiệp, ông tiếp tục công tác trong ngành công an.